# Peromitra ussurica
Peromitra ussurica är en tvåvingeart som beskrevs av Michailovskaya 2000. Peromitra ussurica ingår i släktet Peromitra och familjen puckelflugor. Inga underarter finns listade i Catalogue of Life.